# Sabacon akiyoshiensis
Sabacon akiyoshiensis is een hooiwagen uit de familie Sabaconidae.